# Sparattanthelium guianense
Sparattanthelium guianense är en tvåhjärtbladig växtart som beskrevs av Noel Yvri Sandwith. Sparattanthelium guianense ingår i släktet Sparattanthelium och familjen Hernandiaceae. Inga underarter finns listade i Catalogue of Life.